# Nikephoros I. (Jerusalem)
Nikephoros I. war von 1020 bis 1048 griechischer Patriarch von Jerusalem.
Nikephoros war griechischer Herkunft und stammte aus dem byzantinischen Reich. Er wurde vom fatimidischen Kalifen Al-Hākim in das Patriarchenamt eingesetzt. Zur Zeit seiner Ernennung war er Baumeister der Festungen für den Kalifen, vor seiner Gefangennahme durch die Muslime war er Geistlicher gewesen. Unmittelbar nach seiner Wahl zum Patriarchen reiste er nach Alexandria, um einen Schutzbrief des Kalifen zu erbitten. Diesen erhielt er noch vor der Ermordung Al-Hākims (13. Februar 1021).